# Robert Wight
Robert Wight (6 de juliol de 1796 - 26 de maig de 1872) fou un cirurgià i botànic escocès, que va romandre 30 anys a l'Índia.
Va estudiar botànica a Edimburg amb John Hope.
Va ser director del Jardí Botànic de Madràs. Va fer ús d'artistes locals per realitzar il·lustracions botàniques. Va aprendre l'art de la litografia, que va usar per publicar Icones Plantarum Indiae Orientalis (Il·lustracions de les plantes de les Índies Orientals) en sis volums, en 1856.

## Vida i obra
Robert va ser fill d'un dibuixant de documentació oficial d'Edimburg, i havia nascut a Milton, East Lothian, Escòcia. Era el 12º de catorze germans. Es va educar en el Col·legi d'Edimburg, i professionalment a la Universitat d'Edimburg.
Va treballar com a cirurgià embarcat per dos anys, i va anar a l'Índia l'any 1819. Es va fer primer assistent cirurgià i més tard cirurgià del 33er Regiment d'Infanteria Nativa en la Companyia de l'Índia Oriental. El seu interès en la botànica va ser gran, i quan tres anys més tard va ser transferit a Madràs, va fer un canvi als Jardins Botànics i més tard es va emprar com a naturalista en aquesta Companyia.
Va realitzar extenses col·leccions del sud de l'Índia, de 1826 a 1828, i va enviar tot a Sir William Hooker, a Glasgow. L'any 1828, el govern el va reassignar a tasques de cirurgià del regiment, a Nagapattinam.
Es va emmalaltir, després de tres anys, i va marxar l'any 1831 cap Escòcia, portant 100.000 espècimens de l'Índia (consistent en 3.000-4.000 espècies; l'embalum pesava 2 tones). Aquests espècimens van ser estudiats i usats pel Dr. George Arnott Walker Arnott, Professor de Botànica de la Universitat de Glasgow. Wight també va publicar Spicilegium Nilghiriense en dos volums amb 200 làmines acolorides. De 1840 a 1850, va fer dos volums més anomenats Illustrations of Indian Botany, amb l'objecte de proveir figures i descripcions exhaustives, d'algunes de les espècies principals, descrites en el text taxonòmic del més alt mèrit botànic, que va ser preparat amb el Dr. Walker-Arnott, i publicat com Prodromus Florae Peninsulae Indicae.
Wight s'interessava a fer grans il·lustracions de les plantes de l'Índia, basant-se en la botànica de Sowerby. Els seus il·lustradors van ser bàsicament els artistes indis Rungia i Govindoo per Icones Plantarum Indiae Orientalis en sis volums. Al contrari d'altres autors britànics d'aquest temps, ell registrava als artistes natius, i fins a va batejar un gènere d'orquídies com Govindoo. Aquí apareix per primera vegada en aquesta flora de l'Índia amb el sistema natural de classificació; encara que el treball no estava complet.
Va ajudar a crear la "Societat de Madras Agrihorticultural".
Wight va finalitzar la seva carrera l'any 1853, retornant a Anglaterra des de Coimbatore, on atenia una granja experimental en cotó.

## Publicacions
- Icones plantarum Indiæ orientalis (sis volums, 1840—1856).
- Illustrations of Indian Botany (dos volums, 1841—1850).
- Spicilegium Nilghiriense (dos volums, 1846—1851).

## Honors

### Epònims
Gèneres
- (Asteraceae) Wightia Spreng. ex DC.[1]
- (Scrophulariaceae) Wightia Wall.[2]

Espècies
- (Acanthaceae) Eranthemum wightianum Wall.[3]
- (Agavaceae) Agave wightii J.R.Drumm. & Prain[4]
- (Amaranthaceae) Aerva wightii Hook.f.[5]
- (Anacardiaceae) Holigarna wightii N.P.Balakr.[6]
- (Annonaceae) Goniothalamus wightii Hook.f. & Thomson[7]
- (Apiaceae) Bupleurum wightii Koso-Pol.[8]
- (Araceae) Arisaema wightii Schott & C.E.C.Fisch.[9]
- (Arecaceae) Saguerus wightii H.Wendl. & Drude[10]
- (Asclepiadaceae) Oxypetalum wightianum Hook. & Arn.[11]
- (Asteraceae) Oiospermum wightianum DC.[12]
- (Boraginaceae) Tournefortia wightii C.B.Clarke[13]
- (Burseraceae) Commiphora wightii Arn.) Bhandari[14]
- (Campanulaceae) Campanula wightii Gamble[15]
- (Caprifoliaceae) Viburnum wightianum C.B.Clarke[16]
- (Celastraceae) Lophopetalum wightianum Arn.[17]
- (Commelinaceae) Commelina wightii Raizada[18]
- (Connaraceae) Connarus wightii Hook.f.[19]
- (Convolvulaceae) Convolvulus wightii Wall.[20]
- (Clusiaceae) Calophyllum wightianum Wall.[21]
- (Combretaceae) Combretum wightianum Wall.[22]
- (Crassulaceae) Kalanchoe wightianum Wall.[23]
- (Cucurbitaceae) Gynostemma wightianum Benth. & Hook.f.[24]
- (Cyperaceae) Hypolytrum wightianum Boeckeler[25]
- (Dilleniaceae) Acrotrema wightianum Wight & Arn.[26]
- (Ericaceae) Ceratostema wightianum Griff.[27]
- (Eriocaulaceae) Eriocaulon wightianum Mart.[28]
- (Gentianaceae) Exacum wightianum Arn.[29]
- (Lycopodiaceae) Diphasiastrum wightianum (Wall. ex Hook. & Grev.) Holub[30]
- (Malvaceae) Gossypium wightianum Tod.[31]
- (Melastomataceae) Memecylon wightianum Triana[32]
- (Menispermaceae) Coscinium wightianum Miers[33]
- (Menyanthaceae) Limnanthemum wightianum Griseb.[34]
- (Moraceae) Urostigma wightianum Miq.[35]
- (Myrtaceae) Syzygium wightianum Wall.[36]
- (Ochnaceae) Diporidium wightianum Kuntze[37]
- (Orchidaceae) Saccolabium wightianum Lindl.[38]
- (Poaceae) Panicum wightianum Arn. & Nees ex Nees[39]
- (Polypodiaceae) Polypodium wightianum Wall.[40]
- (Pteridaceae) Acrostichum wightianum Wall.[41]
- (Ranunculaceae) Thalictrum wightianum Greene[42]
- (Rosaceae) Pygeum wightianum Blume[43]
- (Santalaceae) Thesium wightianum Wall.[44]
- (Sapotaceae) Mastichodendron wightianum (Hook. & Arn.) H.J.Lam[45]
- (Solanaceae) Solanum wightianum Rydb.[46]
- (Stylidiaceae) Stylidium wightianum Wall.[47]
- (Urticaceae) Elatostema wightianum Wedd.[48]
- (Viscaceae) Viscum wightianum Wight & Arn.[49]
- (Zingiberaceae) Zingiber wightianum Thwaites[50]